# 永田守弘
永田 守弘（ながた もりひろ、1933年 - 2020年4月23日）は、日本の評論家、翻訳家。

## 概要
東京府出身の官能小説評論家である。雑誌などで官能小説を紹介するコラムを手掛け、多くの官能小説を読破した。その経験をもとに、官能小説における用語や表現を纏めた辞典を編纂するなど、官能小説研究の第一人者として知られるようになった。テレビなどでは「性愛表現の生き字引」「官能小説を1万冊読んだ男」として紹介されることもある。なお、「ポパイシリーズ」の翻訳を手掛けたことでも知られている。

## 来歴
1933年、東京府（のちの東京都）にて生まれた。東京外国語大学に進学するも、中途退学した。その後、バッド・サゲンドルフの『ポパイ和英大作戦』や『ポパイ和英大旋風』といった「ポパイシリーズ」の翻訳を手掛けていた。また、『ダ・カーポ』においては、官能小説を紹介するコラム「くらいまっくす」を長年にわたり手掛けていた。のちにこのコラムの選集が『特選! くらいまっくす99』として一冊に纏められている。この間、官能小説を多数読み込み、官能小説に関する評論家としても知られるようになる。官能小説における独特の用語や表現を採録した『官能小説用語表現辞典』を編纂したが、こちらはのちに加筆された上でちくま文庫にも収録されている。また、官能小説の絶頂時の表現に着目し採録した『官能小説「絶頂」表現用語用例辞典』や、官能小説の擬声語や擬態語を採録した『オノマトペは面白い』を手掛けている。
2020年4月23日、逝去。

## 官能小説の書き方十か条
著書『官能小説の奥義』で「官能小説の書き方十か条」を挙げている。
1. 官能小説は性欲をかきたてるだけのものではない
2. 好きな作家を見つけよ
3. まず短編を書いてみる
4. 官能シーンを早く出せ
5. 自分がしたくても出来ないことを書く
6. 三人以上の人物を登場させよ
7. 恥ずかしいと思うな
8. オノマトペをうまく使う
9. 性の優しさ、哀しさ、切なさを知っておく
10. 書いている途中でオナニーをするな

## 著作

### 単著
- 永田守弘著『官能小説の奥義』集英社、2007年。ISBN 9784087204100
- 永田守弘著『官能小説の奥義』筑摩書房、2010年。ISBN 9784480065414
- 永田守弘著『日本の官能小説』朝日新聞出版、2015年。ISBN 9784022736093
- 永田守弘著『官能小説の奥義』KADOKAWA、2016年。ISBN 9784044000998

### 共著
- 永田守弘・荒木経惟著『特選! くらいまっくす99』マガジンハウス、1999年。ISBN 4838711433

### 編纂
- 永田守弘編『官能小説用語表現辞典』マガジンハウス、2002年。ISBN 4838713592
- 永田守弘編『官能の淫髄・極めつき10編』河出書房新社、2003年。ISBN 4309474519
- 永田守弘編『宴溺色の女』徳間書店、2004年。ISBN 4198920796
- 永田守弘編『祭魔悦の女』徳間書店、2004年。ISBN 4198920982
- 永田守弘編『奏秘悶の女』徳間書店、2004年。ISBN 4198921083
- 館淳一著、永田守弘編『館淳一の秘巻7篇――官能の淫髄』河出書房新社、2005年。ISBN 4309481523
- 永田守弘編『官能小説用語表現辞典』筑摩書房、2006年。ISBN 4480422331
- 永田守弘編『官能の淫髄・とどめの8編』河出書房新社、2007年。ISBN 9784309481692
- 永田守弘編『官能小説「絶頂」表現用語用例辞典』河出書房新社、2008年。ISBN 9784309481753
- 永田守弘編著『オノマトペは面白い――官能小説の擬声語・擬態語辞典』河出書房新社、2012年。ISBN 9784309481937

### 翻訳
- バド・サゲンドルフ作、永田守弘訳『ポパイ和英大作戦』ツル・コミック社、1971年。
- バド・サゲンドルフ作、永田守弘訳『ポパイ和英大旋風』ツル・コミック社、1971年。

## 出演
- 『タモリ倶楽部』「性愛表現の生き字引 官能小説を1万冊読んだ男」（2015年10月9日放送）[10]